# Federico Rampini
Federico Rampini (né le 25 mars 1956 à Gênes) est un journaliste et écrivain italien.

## Biographie
Federico Rampini étudie à l’école européenne de Bruxelles. Ensuite il sera élève de Raymond Aron à l’École des hautes études en sciences sociales de Paris.
Très jeune il s’inscrit au Parti communiste italien (PCI) et il commencera vite à écrire pour des journaux de parti comme « Città futura » . En 1979 il écrit pour la revue « Rinascita », qu’il devra abandonner en 1982 après avoir publié un article sur la corruption au sein du PCI. À partir de 1986 il commence à travailler pour le journal « Il Sole 24 Ore » d’abord comme envoyé à Paris et ensuite, en 1991, il deviendra vice-directeur. En 1995 il commence à écrire pour le journal La Repubblica comme correspondant local de presse en différents pays comme la France, la Belgique, les États-Unis et la Chine.
Il a donné cours à l’Université de Californie à Berkeley et à la Shanghai University of Finance and Economics.
Rampini est accusé début 2015, notamment par la traductrice Marion Sarah Tuggey, d'avoir basé ses articles et essais sur des traductions et des réductions d'articles et de rapports de journaux tels que le New York Times et le Financial Times. Parmi ceux-ci, une interview avec Vandana Shiva, qui, selon les critiques, n'aurait jamais eu lieu mais aurait été produite par la traduction partielle et le réajustement d'un article de blog sur le site Web de Shiva,.
Pour montrer de tels cas de plagiat, Tuggey et d'autres ont utilisé le hashtag #rampinomics,,.

## Récompenses et distinctions
- Prix Saint-Vincent du journalisme 2006
- Premio Luigi Barzini pour le journalisme 2005 Premio Luigi Barzini (it)

## Œuvres
- Banchieri. Storie dal nuovo banditismo globale, Mondadori, 2013  (ISBN 978-88-04-63350-1)
- Voi avete gli orologi, noi abbiamo il tempo. Manifesto generazionale per non rinunciare al futuro, Mondadori, 2012  (ISBN 978-88-04-62518-6)
- Non ci possiamo più permettere uno Stato sociale. Falso!, Idòla, Laterza editore, 2012  (ISBN 978-88-420-9502-6)
- Alla mia sinistra, Mondadori, 2011  (ISBN 978-88-04-61372-5)
- San Francisco-Milano. Un italiano nell'altra America, Laterza, 2011  (ISBN 978-88-420-9517-0)
- Occidente estremo. Il nostro futuro tra l'ascesa dell'impero cinese e il declino della potenza americana, Milano, Mondadori 2010  (ISBN 978-88-04-60333-7)[7]
- Slow Economy. Rinascere con saggezza. Tutto quello che noi occidentali possiamo imparare dall’Oriente, Milano, Mondadori 2009  (ISBN 978-88-04-59368-3)
- Le dieci cose che non saranno più le stesse. Tutto quello che la crisi sta cambiando, Roma, Gruppo editoriale L'Espresso, 2009
- Con gli occhi dell'Oriente, Milano, A. Mondadori scuola, 2009.
- Centomila punture di spillo. Come l'Italia può tornare a correre, con Carlo De Benedetti e Francesco Daveri, Milano, Mondadori 2008  (ISBN 88-04-58366-5)
- La speranza indiana. Storie di uomini, città e denaro dalla più grande democrazia del mondo, Milano, Mondadori 2007  (ISBN 88-04-57298-1)
- L'ombra di Mao. Sulle tracce del grande timoniere per capire il presente di Cina, Tibet, Corea del Nord e il futuro del mondo, Milano, Mondadori, 2006  (ISBN 88-04-56048-7)
- L'impero di Cindia. Cina, India e dintorni: la superpotenza asiatica da tre miliardi e mezzo di persone, Milano, Mondadori, 2006  (ISBN 88-04-55130-5)
- Il secolo cinese. Storie di uomini, città e denaro dalla fabbrica del mondo, Milano, Mondadori, 2005  (ISBN 88-04-54482-1)
- Tutti gli uomini del presidente. George W. Bush e la nuova destra americana, Roma, Carocci, 2004  (ISBN 88-430-3013-2)
- San Francisco-Milano, Roma, Laterza, Laterza 2004  (ISBN 88-420-7441-1)
- Le paure dell'America, Milano, Longanesi, 2003  (ISBN 88-420-7167-6)
- Effetto euro, Milano, Longanesi, 2002  (ISBN 88-304-1934-6)
- Dall'euforia al crollo. La seconda vita della new economy, Roma, Laterza, 2001  (ISBN 88-420-6821-7)
- New economy. Una rivoluzione in corso, Roma, Laterza, 2000  (ISBN 88-420-6110-7)
- Per adesso. Intervista con Carlo de Benedetti, Milano, Longanesi, 1999  (ISBN 88-304-1473-5)
- Kosovo. Gli italiani e la guerra, intervista a Massimo D'Alema, Milano, Mondadori, 1999  (ISBN 88-04-47302-9)
- Germanizzazione. Come cambierà l'Italia, Roma, Laterza, 1996  (ISBN 88-420-4909-3)
- Imprenditori italiani nel mondo. Ieri e oggi, con Duccio Bigazzi (a cura di), Milano, Libri Scheiwiller, 1996  (ISBN 88-7644-241-3)
- Il crack delle nostre pensioni, Milano, Rizzoli, 1994  (ISBN 88-17-84362-8)
- La comunicazione aziendale. All'interno dell'impresa, nel contesto sociale, nel quadro europeo, Milano, ETAS libri, 1990  (ISBN 88-453-0404-3)